# Roberto Molina
Pour les articles homonymes, voir Molina.
Roberto Molina Carrasco, né le 5 juin 1960 en Cantabrie, est un skipper espagnol.

## Biographie
Roberto Molina remporte aux Jeux olympiques d'été de 1984 à Los Angeles la médaille d'or en 470 avec Luis Doreste.